# Hold On It Hurts
Hold On It Hurts è il primo album in studio del gruppo musicale britannico Cornershop, pubblicato nel 1994.

## Tracce
1. Jason Donovan/Tessa Sanderson – 2:31
2. Kalluri's Radio – 4:20
3. Readers Wives – 3:40
4. Change – 1:57
5. Inside Rani – 3:22
6. Born Disco; Died Heavy Metal – 3:40
7. Counteraction – 2:42
8. Where D'U Get Your Information – 3:16
9. Tera Mera Pyar – 2:04
10. You Always Said My Language Would Get Me into Trouble – 7:07

Tracce bonus (USA)
1. England's Dreaming – 3:36
2. Trip Easy – 2:59
3. Summer Fun in a Beat Up Datsun – 1:31
4. Breaking Every Rule Language English – 3:17